# Municipio de Tototlán
El municipio de Tototlán es un municipio del estado de Jalisco, México perteneciente por tradición a la zona conocida como "Los Altos de Jalisco". Su cabecera es la localidad de Tototlán. Administrativamente se localiza en la Región Ciénega. Su nombre proviene del náhuatl y significa  "Lugar de Pájaros", su extensión territorial es de 292.85 km². Según el censo de población y vivienda del 2015 el municipio tiene 25 710 habitantes y se dedican principalmente al sector primario. Fue parte de la provincia de Nueva Galicia, actual Nayarit y Jalisco, entre su fundación y 1786, y de la Intendencia de Guadalajara de 1786 a 1821.

## Toponimia
Tototlán , palabra  náhuatl  que proviene de los vocablos tótotl "pájaro" y tlan "donde hay" o "lugar de"; por lo tanto, significaría: Donde hay Pájaros.

## Historia

### Época Precolombina
Su fundación data del año 1210 siendo sus primeros pobladores los olmecas que perdieron sus tierras en manos del rey Xitecomotl, que era el rey del Coinan. El señorío de Coinan estaba limitado al sur por el reino tarasco y al norte por los cacicazgos autónomos de Acatic y Tepatitlán. Coinan tenía como señorío tributarios a Atotonilco el Alto, Los Ayos y Ocotlán.

### Conquista
Debido a su difícil situación en la audiencia, Nuño de Guzmán decide salir en pos de nuevas conquistas en 1529. El 20 de febrero de 1530, después de estar en el reino de Michoacán, Nuño de Guzmán llega a dos leguas de Coinan a reconocer el terreno. Apenas entraron, los habitantes del lugar huyeron a los cerros diciendo a grandes voces que nada querían de los extranjeros, dejando la ciudad desierta. Al día siguiente Nuño de Guzmán forma su tropa en tres escuadrones y avanza sin encontrar enemigo alguno a excepción del escuadrón comandado por Cristóbal de Oñate que fue embestido por 100 indios que le hirieron tres soldados y dos caballos, matando él a varios y haciendo prisioneros a quinientas personas entre mujeres y niños.
Como los auxiliares tarascos eran implacables enemigos de los habitantes de Coinan, desde que llegaron a esta populosa ciudad la incendiaron, sembrando el mayor espanto y haciendo que sus habitantes huyeran al cerro llamado El fuerte de Tierras Colorados unos y otros de Cuitzeo, llegando a tanto los desmanes que Guzmán mandó que fijasen su campamento fuera del pueblo y que ninguno quemase bajo pena de muerte. El 25 de febrero sale a provincia de Chicohuatenco, (hoy La Barca), donde aprehendió a más de 1000 indios entre hombres, mujeres y niños fugitivos de Coinan para trasladarse de ahí a Cuitzeo.
Después de su conquista se dieron los pueblos de Tototlán y Ocotlán a los religiosos agustinos, quienes al ver que abundaba el agua en el valle de Coinan y una exuberante vegetación, con el permiso de la Real Audiencia de Nueva Galicia fundaron el pueblo de Tototlán. Ya fundado el pueblo, sus moradores sufrían por falta de tierras para sembrar y agostar a sus animales, por esa razón la Real Audiencia de Nueva Galicia gestionó ante el rey de España para que les diera tierra a los moradores de Tototlán, pues la avaricia de conde del Cuarto Ciénegas, dueño de una extensión territorial que llegaba hasta Puente Grande, se los impedía. Felipe II accedió a la petición ordenando que se dotara con tierras que midieran 5000 varas de circunferencia partiendo de la puerta del atrio del templo de San Agustín. Durante la Guerra del Mixtón, el virrey Antonio de Mendoza vino en ayuda de la Nueva Galicia; el día 26 de octubre de 1541 llega a Coinan, hallando a los indios fortificados y se enfrascó un duro combate.

### SiglosXIXyXX
Durante la Intervención Francesa se consignó un hecho relativamente importante, en el cerro del rincón de los Sabinos fue ganada una escaramuza por el general Lomelí y su ejército a los franceses. Tototlán se vio envuelta en la Guerra Cristera, desde el 11 de enero de 1926 a junio de 1929 tomó parte activa en batallas y escaramuzas.
Desde 1825 perteneció al 3.er cantón de La Barca, y en 1838 se le da la categoría de pueblo. Se desconoce el decreto por el cual se creó este municipio, pero ya en el día 27 de abril de 1888 se fijan sus límites.

## Geografía física

### Ubicación
Tototlán se localiza al centro oriente de Jalisco, en las coordenadas 20°5′0″ a los 20°38’15" de latitud norte y 102°39′0″ a los 102°52’10" de longitud oeste; a una altitud de 1800 metros sobre el nivel del mar.
El municipio colinda al norte con el municipio de Tepatitlán de Morelos; al este con los municipios de Tepatitlán de Morelos, Atotonilco el Alto y Ocotlán; al sur con los municipios de Ocotlán y Zapotlán del Rey; al oeste con los municipios de Zapotlán del Rey, Zapotlanejo y Tepatitlán de Morelos.

### Orografía
La mayor parte de su superficie está conformada por zonas planas (70%), seguidas las zonas accidentadas (20%) y una mínima porción de zonas semiplanas (2%). Las elevaciones principales son: las mesas de Salcedo y Los Tanques, localizados en al suroeste.

#### Suelo
El territorio está conformado por terrenos que pertenecen al período cuaternario. La composición de los suelos es de tipos predominantes vertisol pélico y feozem háplico y luvisol éutrico. El municipio tiene una superficie territorial de 29,285 ha, de las cuales 9,842 son utilizadas con fines agrícolas, 15,043 en la actividad pecuaria, 2,100 son de uso forestal, 140 son suelo urbano y 2,160 hectáreas tienen otro uso. En lo que a la propiedad se refiere a una extensión de 18,566 hectáreas es privada y otra de 10,719 es ejidal, no existiendo propiedad comunal.

### Hidrografía
Este municipio pertenece a la cuenca hidrológica Lerma-Chapala-Santiago, subcuenca río Verde Atotonilco. Sus principales arroyos son: Los Morales, El pícaro, La Peñuela, El Plan Zula, Las Raíces, Tepetates y pozo Blanco; también están el manantial La Caja de Agua; las presas: Garabatos, Coinan y San Isidro, además de bordos utilizados para riego y abrevaderos.

### Clima
El clima es semiseco, con otoño e invierno semicálido, sin cambio térmico invernal bien definido. La temperatura media anual es de 20.1 °C, con máxima de 36.3 °C y mínima de 10.8 °C. El régimen de lluvia se registra en los meses de junio y agosto, contando con una precipitación media de 820,8 mm . El promedio anual de días con heladas es de 12.7.

### Flora y fauna
Su vegetación se compone de biznaga, cactus, nopal, pirul y maguey. El coyote, el conejo, la liebre, el zorrillo, el mapache y el tlacuache pueblan esta región.

## Demografía

### Localidades
En el censo de 2020 el municipio de Tototlán contaba con 96 localidades.
| Código INEGI      | Localidad               | Población (2020) |
| ----------------- | ----------------------- | ---------------- |
| 141050001         | Tototlán                | 13 809           |
| 141050035         | Nuevo Refugio de Afuera | 1 106            |
| Otras localidades | Otras localidades       | 8 658            |
| Total municipal   | Total municipal         | 23 573           |

## Economía

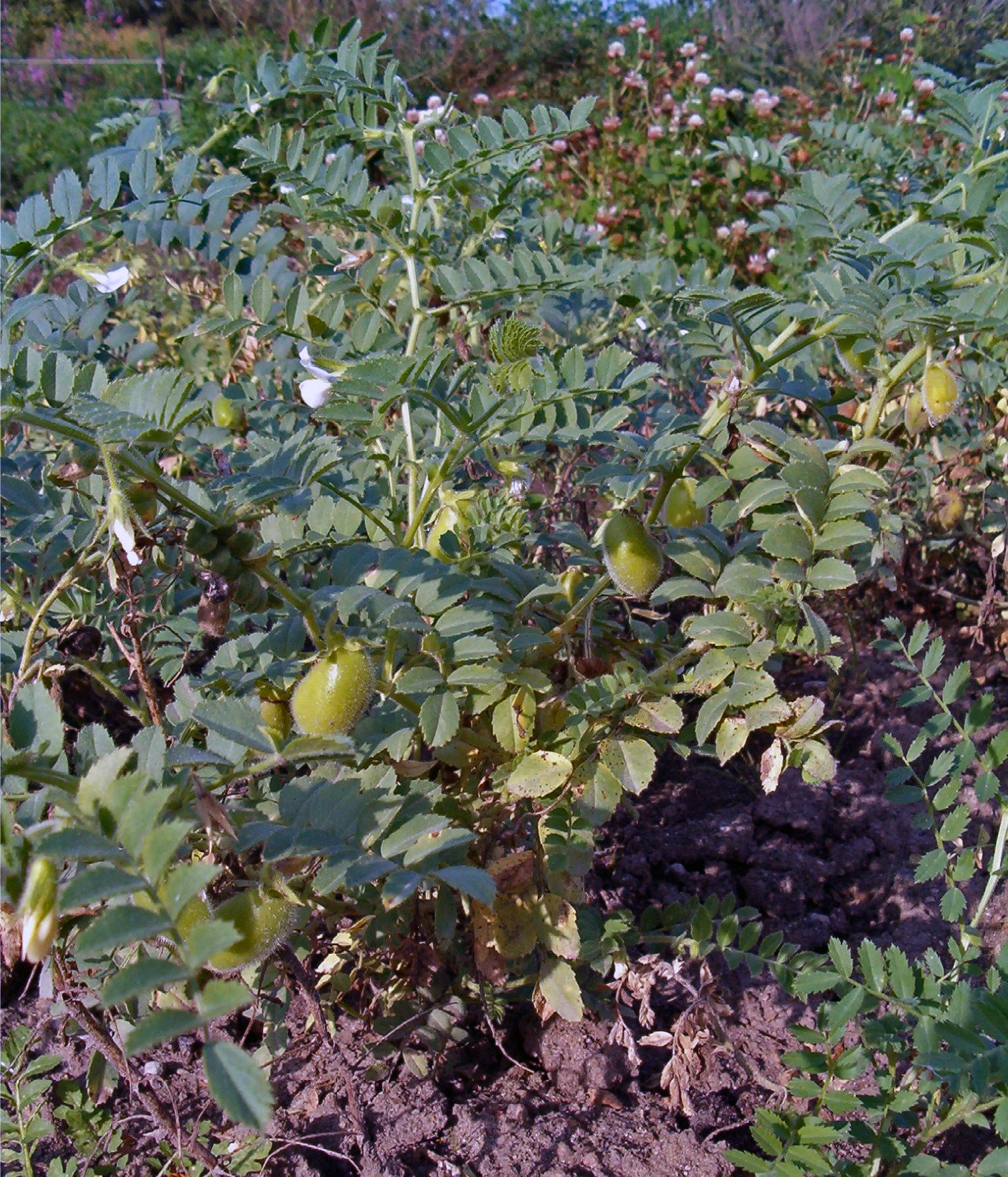
Se cultiva garbanzo en el municipio.

El 45.89% de los habitantes se dedica al sector primario, el 21.09% al sector secundario, el 30.42% al sector terciario y el resto no se específica. El 32.61% se encuentra económicamente activa. Las principales actividades económicas son:  agricultura, pesca, ganadería e industria.
- Agricultura: se cultiva agave, maíz, avena, trigo, sorgo, garbanzo, chia y jitomate.

- Ganadería: se cría ganado bovino, porcino y caprino. Además de colmenas.

- Turismo: posee atractivos arquitectónicos y naturales.

- Comercio: cuenta con restaurantes, mercado y tiendas. Predomina la venta de productos de primera necesidad y los comercios mixtos que venden artículos diversos.

- Servicios: se ofrecen servicios financieros, profesionales, técnicos, comunales, sociales, turísticos, personales y de mantenimiento.

- Pesca: se captura Tilapia, bagre y carpa en el estero de becerra por la unión de pescadores de coinan.

- Industria: existen fábricas de tequila y de productos lácteos.

## Infraestructura
- Educación

El 88,94% de la población es alfabeta, de los cuales el 31,62% ha terminado la educación primaria. El municipio cuenta con preescolares,5 primarias, 2 secundarias, un bachillerato y un centro de capacitación para el trabajo.
- Salud

La atención a la salud es atendida por la Secretaría de Salud del estado, el Instituto Mexicano del Seguro Social y médicos particulares. El Sistema para el Desarrollo Integral de la Familia (DIF) se encarga del bienestar social.
- Deporte

Cuenta con centros deportivos, en los que se practica: fútbol, basquetbol y voleibol. Además cuenta con centro culturales, plaza, lienzo charro, palenque, museo, parques, jardines y biblioteca.
- Vivienda

Cuenta con 4769 viviendas, las cuales generalmente son privadas. El 98,80% tiene servicio de electricidad, el 71,90% tiene servicio de drenaje y agua potable. Su construcción es generalmente a base de ladrillo, adobe, concreto y tabique.
- Servicios

El municipio cuenta con servicios de agua potable, alcantarillado, alumbrado público, mercados, rastro, cementerios, vialidad, aseo público, seguridad pública, parques, jardines y centros deportivos.
El 80,2% de los habitantes disponen de agua potable; el 88,2% de alcantarillado y el 96,8% de energía eléctrica.
- Medios y vías de comunicación

Cuenta con servicio de correo, fax, telégrafo, teléfono, servicio de radiotelefonía y señal de radio y televisión. El transporte se efectúa a través de la carretera Guadalajara-México. Cuenta con una red de carreteras rurales que comunican las localidades como la de Coinan; el transporte se realiza en autobuses públicos o vehículos de alquiler y particulares. La carretera Tototlan-Tepatitlán une este municipio con la zona de los Altos.

## Demografía
Según el II conteo de población y vivienda, el municipio tiene 19,710 habitantes, de los cuales 9,492 son hombres y 10,218 son mujeres; el 0.15% de la población son indígenas.
| 17,419                     | 18,717 | 20,034 | 19,710 |
| (Fuente: [cita requerida]) |        |        |        |

### Religión
El 98.09% profesa la religión católica, también hay creyentes de los Testigos de Jehová, Adventistas del Séptimo Día, Mormones protestantes y creyentes de otras religiones. El 0.25% de los habitantes ostentaron no practicar religión alguna.

## Cultura
- Artesanía: bordados y deshilados.

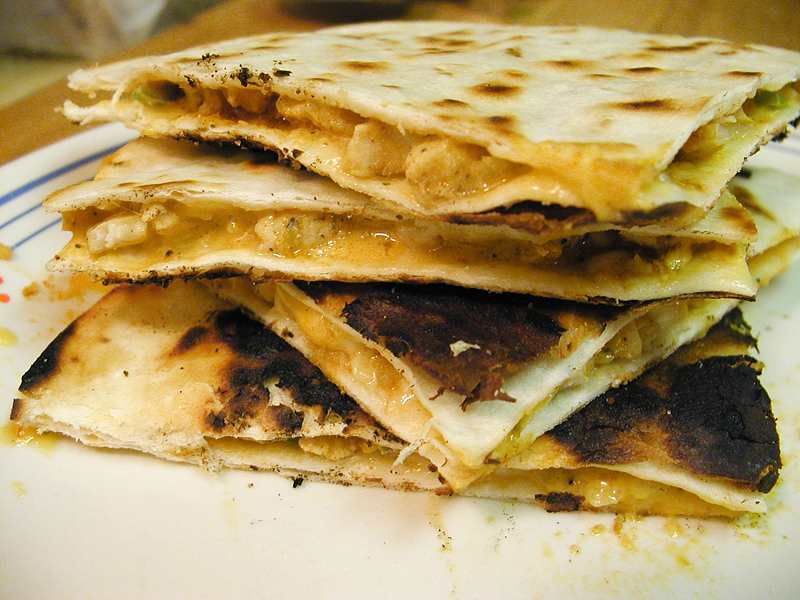
Quesadillas.

- Gastronomía: destacan los productos lácteos, de igual forma está compuesta por tamales, atole, pozole, tacos, enchiladas y quesadillas,  de sus bebidas, el tequila y la cerveza.

### Sitios de interés
| - Capilla de San Ignacio. - Templo de San Agustín, y sus fiestas el primer domingo de enero, la Santa Cruz en San Agustín. - La Pila. - Presidencia municipal. - Bosque de La Isla | - Presa Garabatos. - Plaza de armas. - Presa Estero de Becerra. - Presa Morales. - Cerrito de la Cruz. - Coinan •Jardines La Joya |

### Fiestas
- Fiesta del Señor de la Salud, es novenario después de los 40 días después de la resurrección y el día mayor es el jueves de la Ascensión del Señor y viernes cuando bajan de su altar a la bendita imagen del Señor de la Salud.
- Fiestas patrias, el 15 y 16 de septiembre.
- Fiesta de la Virgen de Guadalupe, del 4 al 12 de diciembre.
- Fiesta en honor a Santo Sabas Reyes (diciembre).
- Fiesta en honor de san Agustín, el cual es un triduo del 26-28 de agosto.
- Fiesta en honor de san Isidro Labrador y muy conocido por sus deliciosos taquitos de fin de semana.
- Fiesta en honor a la Virgen de la Candelaria, del 25 de enero al 2 de febrero en Coinan.

## Gobierno
Su forma de gobierno es democrática y depende del gobierno estatal y federal; se realizan elecciones cada 3 años, en donde se elige al presidente municipal y su gabinete. El presidente municipal actual es: Sergio Quezada Mendoza (MC).
EL Anterior presidente municipal en el periodo 2015-2018 Juan Guadalupe Aceves Delgado (PRI) Quien  El ITEI amonestó  debido a que en diciembre de 2017 un ciudadano ejerció un recurso de transparencia denunciando la falta de información publicada en el portal web del municipio. El organismo público autónomo le dio seguimiento y otorgó 30 días al Ayuntamiento para cumplimentar la Ley de Transparencia, tras la negativa, Aceves Delgado se hizo acreedor a una amonestación pública que se tendrá que anexar a su expediente laboral.
Con la amonestación pública no termina el procedimiento, ya que el funcionario tiene que publicar la información antes del 22 de marzo para evitar la multa correspondiente por ocultar información de acuerdo a la Ley de Transparencia de Jalisco que va de mil 600 a 8 mil pesos, de no cumplir, a partir del 30 de marzo podrá ser arrestado administrativamente por 36 horas y se hará una denuncia penal por incumplir el mandato del ITEI.
El Ayuntamiento además omitió publicar los gastos de representación, viáticos y viajes oficiales, su costo, itinerario, agenda y resultados, los programas sociales que aplica el sujeto obligado, de cuando menos los últimos tres años, así como las concesiones, licencias, permisos y autorizaciones en el mismo periodo de tiempo.
En marzo del 2021 el presidente municipal Sergio Quezada Mendoza tuvo que pedir licencia, por un escándalo de encubrimiento de acoso sexual hacia un empleada del ayuntamiento, por parte de Efraín Martínez https://www.eloccidental.com.mx/local/noticias-alcalde-de-tototlan-pide-licencia-e-intenta-evitar-el-juicio-politico-6383649.html https://plumasatomicas.com/noticias/mexico/renuncia-alcalde-de-tototlan-jalisco-por-acoso-a-trabajadora/ En su lugar queda como presidente interino el C. Juan Manuel Lara Casillas https://heraldodemexico.com.mx/nacional/2021/2/19/eligen-juan-manuel-lara-casillas-como-el-presidente-municipal-interino-de-tototlan-259925.html
El municipio cuenta con 104 localidades, las más importantes:  Tototlán (cabecera municipal), San Isidro, Coinan, Nuevo Refugio de Afuera, San Agustín, Carrozas y Ramblas Chico.

## Personas destacadas
| - Sabás Reyes Salazar, santo y mártir mexicano. - Sabás Lomelí, general. - Eleno García Ramos, profesor. - Everardo López Alcocer, obispo. - J. Jesús Becerra G, doctor, poeta y novelista. | - Felipe de Jesús González, presbítero y benefactor. - Teodosio R. Guevara, profesor. - Everardo Macías, doctor. - Ángela Contreras Barrera, pianista. - María de Jesús Aceves Pérez, profesora, Primera presidenta municipal en el Estado de Jalisco (1970-1973), directora de la Escuela Primaria Estatal. |

- José Luis Chávez Botello, arzobispo (Arzobispo emérito de Antequera-Oaxaca)
- Enrique Ibarra Pedroza, político mexicano (actualmente presidente del consejo ciudadano de Movimiento Ciudadano en Jalisco).
- Gilberto Aceves Alcocer, político: diputado federal (Legislaturas XLVII y XLIX); secretario general de la Federación de Sindicatos de Trabajadores al Servicio del Estado (1971-1974); Creador del FOVISSTE. Instituyó la "Semana Inglesa" (40 h semanales).
- Javier Hernández Gutiérrez: Exfutbolista, padre de Chicharito Hernández.